# NGC 1893
NGC 1893 (również OCL 439) – gromada otwarta znajdująca się w gwiazdozbiorze Woźnicy. Została odkryta 22 stycznia 1827 roku przez Johna Herschela. Gromada ta jest powiązana z mgławicą emisyjną IC 410. Według różnych szacunków jej odległość od Słońca wynosi od około 10,6 do 19,6 tys. lat świetlnych.